# Campionato Italiano Rally 2016
Il Campionato Italiano Rally 2016 si snoda su 8 gare distribuite su tutto il territorio nazionale.

## Il calendario
| Tappa | Data              | Rally                                | Sede Rally      | Validità     | Vincitore          |
| ----- | ----------------- | ------------------------------------ | --------------- | ------------ | ------------------ |
| 1     | 17 - 20 Marzo     | Rally del Ciocco e Valle del Serchio | Forte dei Marmi | CIR/PROD/JUN | Paolo Andreucci    |
| 2     | 6 - 9 Aprile      | Rally di Sanremo                     | Sanremo         | CIR/PROD/JUN | Paolo Andreucci    |
| 3     | 6 - 8 Maggio      | Rally Targa Florio                   | Palermo         | CIR/IND/JUN  | Paolo Andreucci    |
| 4     | 27 - 29 Maggio    | Rally dell'Adriatico                 | Cingoli         | CIR/PROD/JUN | Umberto Scandola   |
| 5     | 8 - 10 Luglio     | Rally di San Marino                  | San Marino      | CIR/IND/JUN  | Giandomenico Basso |
| 6     | 25 - 27 Agosto    | Rally del Friuli Venezia Giulia      | Udine           | CIR/PROD     | Giandomenico Basso |
| 7     | 23 - 25 Settembre | Rally di Roma Capitale               | Roma            | CIR/PROD/JUN | Umberto Scandola   |
| 8     | 14 - 16 Ottobre   | Rally Due Valli                      | Verona          | CIR/PROD     | Paolo Andreucci    |

## Risultati e classifiche

### Classifica campionato piloti assoluta
| Pos | Pilota                           | CIO | SRE  | TFL   | ADR | SMR | AAP | RCT  | DVL   | Punti |
| --- | -------------------------------- | --- | ---- | ----- | --- | --- | --- | ---- | ----- | ----- |
| 1   | Giandomenico Basso               | 12  | 8,5  | 11,25 | 8   | 15  | 15  | 11   | 17,25 | 95,5  |
| 2   | Paolo Andreucci                  | 15  | 12,5 | 18    | 8   | 4   | 10  | 12,5 | 16,5  | 93,5  |
| 3   | Umberto Scandola                 | 9   | 7,5  | 13,5  | 15  | 11  | 5   | 13,5 | 17,25 | 91,75 |
| 4   | Simone Campedelli                | NP  | 7,5  | NP    | 11  | 11  | 11  | 5    | 16,5  | 62    |
| 5   | Alessandro Perico                | 9   | 10   | NP    | NP  | NP  | 4   | 4    | 8,25  | 35,25 |
| 6   | Simone Tempestini                | 4,5 | Rit. | 9     | 3,5 | 5,5 | 3,5 | NP   | NP    | 26    |
| 7   | Antonio Rusce                    | 3   | Rit. | 3     | NP  | NP  | 5   | NP   | NP    | 11    |
| 8   | Stefano Baccega                  | 3,5 | 1,5  | 5,25  | 0   | NP  | NP  | NP   | NP    | 10,25 |
| 8   | Michele Tassone                  | 3   | Rit. | NP    | NP  | NP  | 1   | 4    | 2,25  | 10,25 |
| 10  | Gabriele Ciavarella il ''Ciava'' | 2,5 | 2,5  | 0,75  | NP  | NP  | NP  | 3    | NP    | 8,75  |
| 11  | Rudy Michelini                   | 2,5 | 6    | NP    | NP  | NP  | NP  | NP   | NP    | 8,5   |
| Pos | Pilota                           | CIO | SRE  | TFL   | ADR | SMR | AAP | RCT  | DVL   | Punti |

| Colore  | Risultato             |
| ------- | --------------------- |
| Oro     | Vincitore             |
| Argento | 2º posto              |
| Bronzo  | 3º posto              |
| Verde   | Finito a punti        |
| Blu     | Finito senza punti    |
| Viola   | Ritirato (Rit)        |
| Viola   | Non classificato (NC) |
| Rosso   | Non qualificato (NQ)  |
| Nero    | Squalificato (SQ)     |
| Bianco  | Non partito (NP)      |
| Bianco  | Non ha gareggiato     |
| Bianco  | Infortunato (INF)     |
| Bianco  | Escluso (ES)          |
| Bianco  | Gara cancellata (C)   |

### Classifica campionato Costruttori assoluta
| Pos | Costruttore | CIO | SRE  | TFL   | ADR  | SMR  | AAP  | RCT  | DVL   | Punti |
| --- | ----------- | --- | ---- | ----- | ---- | ---- | ---- | ---- | ----- | ----- |
| 1   | Ford        | 9   | 6    | 27,75 | 12,5 | 20,5 | 18,5 | 11   | 20,25 | 125,5 |
| 2   | Peugeot     | 18  | 12,5 | 18    | 8,5  | 7    | 11   | 16,5 | 16,5  | 108   |
| 3   | Škoda       | 9   | 7,5  | 13,5  | 15   | 11   | 6,5  | 13,5 | 17,25 | 93,25 |
| Pos | Costruttore | CIO | SRE  | TFL   | ADR  | SMR  | AAP  | RCT  | DVL   | Punti |